# 肖恩·基南
肖恩·基南（Sean Keenan，1993年1月18日—）是澳大利亞/德國的一位演員。他最著名的作品是在2007年至2010年期間在澳大利亞的兒童電視節目Lockie Leonard中出任主演。以及在電視劇Puberty Blues中出演Gary Hennessey角色。基南有一個雙胞胎姊妹。